# 行動科学
行動科学（こうどうかがく、英語: behavioural science）は、人間の行動を科学的に研究し、その法則性を解明しようとする学問。心理学、社会学、人類学、精神医学などがこれに含まれる。包含する学問分野は社会科学と重なる部分が大きいが、社会科学が社会システムの構造レベルの分析が中心であるのに対し、行動科学では社会内の個体間コミュニケーションや意思決定メカニズムなどに焦点を当てる（例：心理学、社会神経科学）。

## 行動科学に対する諸見解
犬田によって紹介された執筆時点(1970年)当時の行動科学に関する科学者の見解を以下に引用する。

### J.G.Miller
ミラーによると、行動科学は、個人として、あるいは社会における人間の理解に寄与する諸分野の結合された努力であり、したがって、そこには次のものが含まれる。
人類学(anthropology)、生化学(bio-chemistry)、生態学(ecology)、経済学(economics)、遺伝学(genetics)、地質学(geography)、歴史学(history)、言語学(linguistics)、数学(mathematics)、神経医学(neurology)、薬学(pharmacology)、生理学(physiology)、政治学(political science)、精神医学(psychiatry)、心理学(psychology)、社会学(sociology)、統計学(statistics)、動物学(zoology)

### B.Berelson
一方でベレルソンは、もう少し領域をしぼって、行動科学を、人類学、心理学、社会学の三本の柱で考え、これに社会地理学(social geography)、精神医学の一部、それに経済学と政治学、法学(law)の行動をとりあつかう側面を加える。またこれらを、生理心理学(physiological psychology)、考古学(archaeology)、言語学の一部、形質人類学(physical anthropology)を除く分類であるとしている。
「行動科学の一部として考えられるためには、その領域はつぎの二つの基本的な基準をみたさなければならない。第一に、それは人間行動を取りあつかうものでなければならない。しかし、動物の行動を研究する心理学や、動物学のいくらかの部分は、それが間接的あるいは基礎的なところで、人間行動を目ざしているということで、含まれる。第二にそれは、主題となる事柄を"科学的"に研究しなければならない」

ここで科学的というのは、ベレルソンによれば、次のような条件をみたしていることである。
手続きが公開されている
定義が精密である
データの収集方法が客観的である
諸事実は再現可能でなくてはならない

接近法は組織的で集積的である

### C.Wright Mills
ライト・ミルズは「社会的想像力」において、社会科学という用語よりも社会研究(Social Studies)の方が好ましいと思う、とのべたあと、こう言っている。
「"行動科学"の語を用いるのは、まったく不可能である。私は思うのだが、それは"社会科学"と"社会主義"を混同する財団や代議士から、社会調査の資金を獲得してくるための宣伝用の策略のようなものとみられている。……われわれは用語をめぐって闘争するのではなく、用語をつかって議論するのであるから、それはできるだけ議論の余地のないものでなければならない。おそらく"人間科学"human disciplinesという語がよいであろう」